# Беремо все на себе
«Беремо все на себе» (рос. «Берём всё на себя») — український радянський воєнний фільм Євгена Шерстобитова по мотивам повісті Бориса Воробйова «Прибій у Котомарі». Прем'єра відбулась 14 лютого 1981 року.

## Сюжет фільму
В останні місяці війни загін моряків-спецназівців під керівництвом старшого лейтенанта Баландіна отримує секретне завдання проникнути в тил німців щоб знищити гарматні установки та затопленому танкері та гідролітаки на водосховищі. Від їхньої операції залежить результативність висадки радянських десантників. Бійцям загону дали всього добу на виконання і при цьому розвіддані відсутні. Вже в дорозі вони розуміють, що досить не легка справа, адже окрім танкеру та літаків тепер їм доведеться знищити ще й гармати ППО.

## В ролях
| Актор                 | Роль                       |
| --------------------- | -------------------------- |
| Володимир Нікітін     | старший лейтенант Баландін |
| Георгій Дворніков     | старшина Калінушкін        |
| Олександр Кірілін     | головний старшина Шергін   |
| Олександр Чернявський | старшина Ринда             |
| Олексій Ооржак        | Мунко Лапцуй               |
| Валерій Панарін       | Єгор Мухін                 |
| Віктор Степаненко     | сержант Одінцов            |
| Ігор Черницький       | Володимир Колосов          |
| Олександр Пархоменко  | Семен Ладога               |
| Павло Морозенко       | адмірал                    |
| Станіслав Коренєв     | капітан першого рангу      |
| Ніна Ільїна           | дівчина Федора             |

## Знімальна група
- Режисер: Євген Шерстобитов
- Сценаристи: Євген Шерстобитов
- Оператор: Михайло Чорний
- Композитор: Михайло Бойко